# 熊本県道209号曲手原水線
熊本県道209号曲手原水線（くまもとけんどう209ごう まがてはらみずせん）は、熊本県菊池郡菊陽町を通る一般県道である。

## 概要

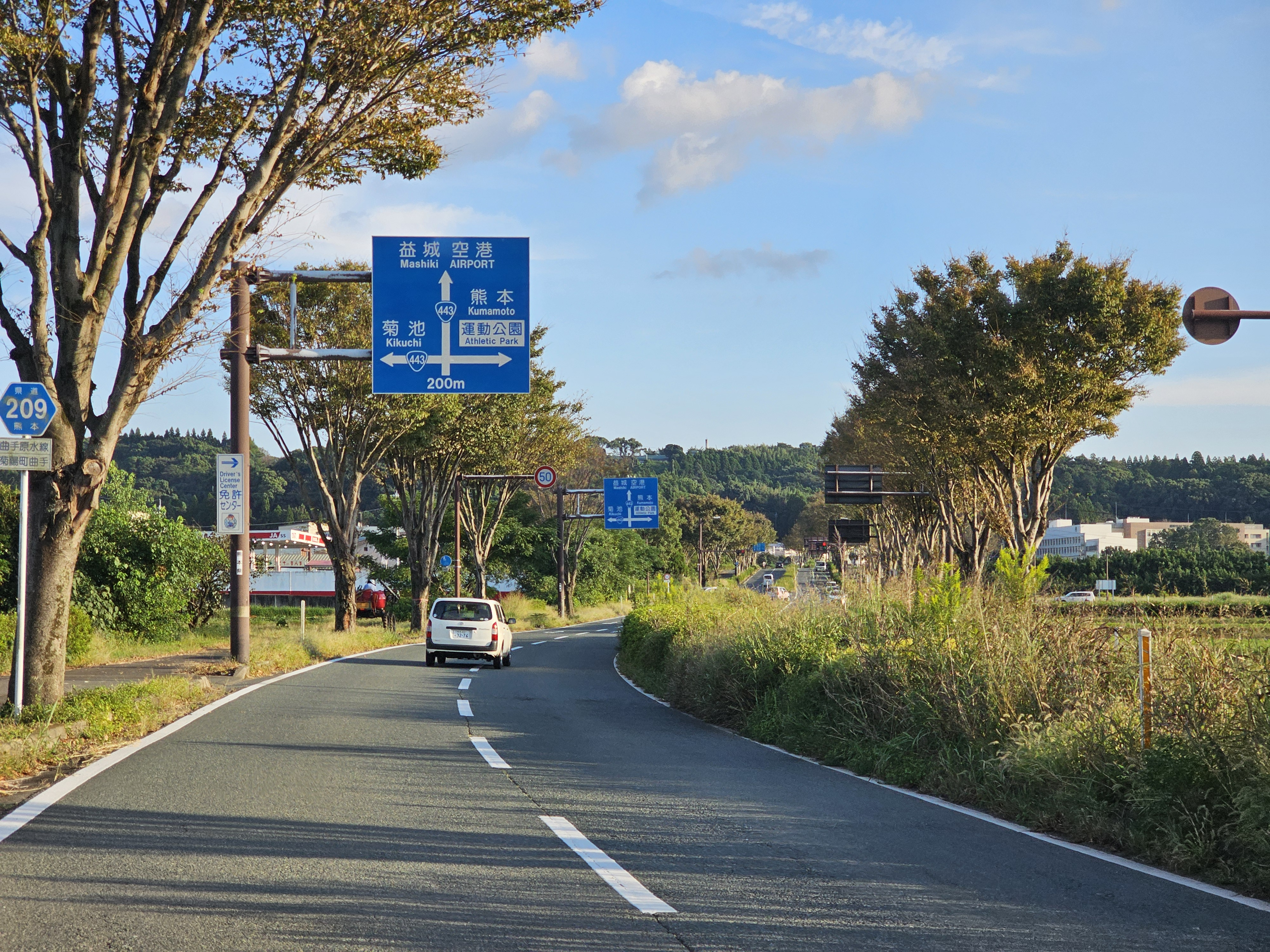
起点・菊陽町曲手（熊本空港方面）

### 路線データ
- 起点：熊本県菊池郡菊陽町大字曲手（国道443号交点）
- 終点：熊本県菊池郡菊陽町大字原水（熊本県道337号熊本菊陽線交点）

## 路線状況

### 重複区間
- 熊本県道207号瀬田竜田線（菊池郡菊陽町大字久保田）

## 地理

### 通過する自治体
- 菊池郡菊陽町

### 交差する道路
| 交差する道路                         | 交差する場所 | 交差する場所 |
| ------------------------------------ | ------------ | ------------ |
| 国道443号                            | 大字曲手     | 起点         |
| 熊本県道207号瀬田竜田線 重複区間起点 | 大字久保田   |              |
| 熊本県道207号瀬田竜田線 重複区間終点 | 大字久保田   |              |
| 国道57号                             | 大字久保田   |              |
| 熊本県道337号熊本菊陽線              | 大字原水     | 終点         |

### 沿線
- JR九州豊肥本線 原水駅
- 白川